# 115 v. Chr.
Portal Geschichte | Portal Biografien | Aktuelle Ereignisse | Jahreskalender | Tagesartikel

◄ |
3. Jahrhundert v. Chr. |
2. Jahrhundert v. Chr. |
1. Jahrhundert v. Chr. |
►

◄ | 130er v. Chr. | 120er v. Chr. | 110er v. Chr. | 100er v. Chr. |
90er v. Chr. |
►

◄◄ | ◄ | 118 v. Chr. | 117 v. Chr. | 116 v. Chr. | 115 v. Chr. |
114 v. Chr. |
113 v. Chr. |
112 v. Chr. |
► |
►►
Staatsoberhäupter

## Ereignisse

Das Netz der Seidenstraße

- Erstmalige Nutzung der Seidenstraße.

## Geboren
- um 115 v. Chr.: Antiochos XII., König des Seleukidenreiches († 84 v. Chr.)
- um 115 v. Chr.: Demetrios III., König des Seleukidenreiches († 88 v. Chr.)
- um 115 v. Chr.: Marcus Licinius Crassus, römischer Politiker († 53 v. Chr.)
- um 115 v. Chr.: Philipp I. Philadelphos, König des Seleukidenreiches († 83 v. Chr.)
- um 115 v. Chr.: Gaius Verres, römischer Politiker († 43 v. Chr.)

## Gestorben
- Quintus Caecilius Metellus Macedonicus, römischer Politiker
- Publius Mucius Scaevola, römischer Politiker (* 180 v. Chr.)